# Wydział intereuropejski Kościoła Adwentystów Dnia Siódmego
Wydział intereuropejski (kod wydziału: EUD) – jest jednym z 13 wydziałów ogólnoświatowego Kościoła Adwentystów Dnia Siódmego. Zrzesza adwentystów zamieszkałych w Andorze, Austrii, Belgii, Bułgaria, Czechy, Francja, Gibraltarze, Liechtensteinie, Luksemburgu, na Malcie, w Niemczech, Portugalii, Rumunii, San Marino, Słowacji, Szwajcarii oraz Włoszech. 
Siedziba wydziału znajduje się w szwajcarskim mieście Berno.
Wydział został powołany w 1928 roku jako wydział środkowoeuropejski i południowoeuropejski, w 1971 roku wydział został przemianowany i zreorganizowany na wydział euroafrykański, następnie w latach 1981, 1985, 1995, 2002 wydział był reorganizowany.
W 2012 roku wydział zreorganizowano i przemianowano na wydział intereuropejski.

## Struktura i dane statystyczne
Administracyjnie podzielony jest na 6 unii diecezji oraz 5 unii kościelnych. W roku 2017 ogólna liczba członków Kościoła należących do wydziału intereuropejskiego wynosiła 178 979 zrzeszonych w ramach 2 546 zborów.

### Unia austriacka
- rok organizacji: 2008
- Strona internetowa

| Lp. | Jednostka organizacyjna | Rok organizacji | Liczba członków | Liczba zborów |
| 1.  | Unia austriacka         | 2008            | 4 245           | 54            |

### Unia bułgarska
- rok organizacji: 2008
- Strona internetowa

| Lp. | Jednostka organizacyjna | Rok organizacji | Liczba członków | Liczba zborów |
| 1.  | Unia bułgarska          | 2008            | 7 118           | 118           |

### Unia czesko-słowacka
- rok organizacji: 1993
- strona internetowa

| Lp. | Jednostka organizacyjna  | Rok organizacji | Liczba członków | Liczba zborów |
| 1.  | Diecezja czeska          | 1972            | 3 283           | 77            |
| 2.  | Diecezja morawsko-śląska | 1972            | 4 225           | 70            |
| 3.  | Diecezja słowacka        | 1972            | 2 228           | 41            |
|     | Łącznie                  |                 | 9 736           | 188           |

### Unia francusko-belgijska
- rok organizacji: 1972
- strona internetowa

| Lp. | Jednostka organizacyjna         | Rok organizacji | Liczba członków | Liczba zborów |
| 1.  | Diecezja belgijsko-luksemburska | 1969            | 2 705           | 33            |
| 2.  | Diecezja północnofrancuska      | 1970            | 10 413          | 86            |
| 3.  | Diecezja południowofrancuska    | 1970            | 4 756           | 46            |
|     | Łącznie                         |                 | 17 874          | 165           |

### Unia włoska
- rok organizacji: 2008
- Strona internetowa

| Lp. | Jednostka organizacyjna | Rok organizacji | Liczba członków | Liczba zborów |
| 1.  | Unia włoska             | 2008            | 9 486           | 110           |

### Unia północnoniemiecka
- rok organizacji: 1992
- strona internetowa

| Lp. | Jednostka organizacyjna                 | Rok organizacji | Liczba członków | Liczba zborów |
| 1.  | Diecezja środkowo-berlińska             | 2008            | 6 971           | 147           |
| 3.  | Diecezja hanzeatycka                    | 1992            | 2 633           | 46            |
| 4.  | Diecezja dolnosaksońska                 | 2000            | 3 523           | 59            |
| 5.  | Diecezja północnonadreńsko-westfalijska | 1992            | 6 194           | 85            |
|     | Łącznie                                 |                 | 19 321          | 337           |

### Unia południowoniemiecka
- rok organizacji: 1972
- strona internetowa. sdv.adventisten.de. [zarchiwizowane z tego adresu (2009-02-05)].

| Lp. | Jednostka organizacyjna        | Rok organizacji | Liczba członków | Liczba zborów |
| 1.  | Diecezja badeńsko-wirtemberska | 1971            | 6 362           | 85            |
| 2.  | Diecezja środkowonadreńska     | 1971            | 4 685           | 65            |
| 4.  | Diecezja bawarska              | 2009            | 4 580           | 71            |
|     | Łącznie                        |                 | 15 627          | 221           |

### Unia portugalska
- rok organizacji: 2008
- strona internetowa

| Lp. | Jednostka organizacyjna | Rok organizacji | Liczba członków | Liczba zborów |
| 1.  | Unia portugalska        | 2008            | 9 449           | 94            |

### Unia rumuńska
- rok organizacji: 1972
- strona internetowa

| Lp. | Jednostka organizacyjna           | Rok organizacji | Liczba członków | Liczba zborów |
| 1.  | Diecezja banacka                  | 1992            | 6 648           | 105           |
| 2.  | Diecezja mołdawska                | 1992            | 12 117          | 240           |
| 3.  | Diecezja munteńska                | 1992            | 18 199          | 266           |
| 4.  | Diecezja północnosiedmiogrodzka   | 1992            | 7 731           | 129           |
| 5.  | Diecezja olteńska                 | 1992            | 10 782          | 203           |
| 6.  | Diecezja południowosiedmiogrodzka | 1992            | 9 344           | 152           |
|     | Łącznie                           |                 | 64 621          | 1 095         |

### Unia hiszpańska
- rok organizacji: 2008
- strona internetowa

| Lp. | Jednostka organizacyjna | Rok organizacji | Liczba członków | Liczba zborów |
| 1.  | Unia hiszpańska         | 2008            | 16 740          | 110           |

### Unia szwajcarska
- rok organizacji: 1972
- strona internetowa

| Lp. | Jednostka organizacyjna               | Rok organizacji | Liczba członków | Liczba zborów |
| 1.  | Diecezja francusko-włosko-szwajcarska | 1997            | 2 188           | 22            |
| 2.  | Diecezja niemiecko-szwajcarska        | 1948            | 2 574           | 32            |
|     | Łącznie                               |                 | 4 762           | 54            |